# Jónína Kristín Berg
Jónína Kristín Berg (Akranes, 3 de septiembre de 1962) es una profesora islandesa, aromaterapista y líder neopagana. Jónína es godi regional de Vesturand de la Ásatrúarfélagið desde 1996 y ofició de forma interina como allsherjargoði en 2002 y 2003 tras sustituir a Jörmundur Ingi Hansen.

## Biografía
Jónína nació en Akranes y creció en Giljahlíð en Flókadal, Borgarfjörður. Fue educada en la escuela de Reykjavík de Artes Visuales, desde 1985 en la Academia de Bellas Artes donde obtuvo su graduación en 1989. Posteriormente estudió en el departamento de artes gráficas hasta 1990 y completó su formación universitaria en la Universidad de Reikiavik en magisterio. También estudió masaje y terapias con aceites esenciales en Lífsskólann – Aromatherapyskóla Íslands donde se graduñó en 2002. Ha trabajado en formación individual para discapacitados en Kópavogur, pero desde 2004 vive en Borgarnes donde trabaja como profesora de arte en escuela primaria. También ha participado en exposiciones de grupo donde mostró su trabajo artístico. Es una conocida aromaterapista y ha servido a en la Junta de Sanadores Islandeses.
Es seguidora de Ásatrúarfélagið desde su concepción, ya que era vecina del cofundador Sveinbjörn Beinteinsson. Comenzó su actividad en 1985. En 1993 fue elegida miembro de la junta. Desde 1994 es la responsable de celebrar el blót anual de Snæfellsnes and Borgarfjörður y desde 1996 es la godi regional en la Región Occidental de la isla.
En 2002 fue elegida como allsherjargoði interina tras la destitución de Jörmundur Ingi Hansen. Le sucedió Hilmar Örn Hilmarsson en 2003 tras unas elecciones regulares.